# Anne Chagnaud
Anne Marie Alice Chagnaud, née le 13 juillet 1971 à Vitry-sur-Seine, est une nageuse française.

## Carrière
Anne Chagnaud est sacrée championne de France en 1992 sur 15 km, en 1993 sur 12 km et en 1994 sur 17 km.
Médaillée d'or du 25 kilomètres aux Championnats d'Europe de nage en eau libre 1993, Anne Chagnaud est quatrième du 25 km féminin aux Championnats du monde 1994 et dixième du 5 km aux Championnats du monde 1998.
Elle intègre l'International Marathon Swimming Hall of Fame en 1998.